# دانشگاه نیهون
دانشگاه نیهون (به ژاپنی: 日本大学, Nihon Daigaku) یک دانشگاه خصوصی دانشگاه تحقیقاتی در توکیو در ژاپن است. سلف آن، «دانشکده حقوق نیهون» (گروه حقوقی فعلی) بود که توسط یامادا آکی‌یوشی، وزیر دادگستری، در سال ۱۸۸۹ تأسیس شد.